# Molí de la Resclosa
El Molí de la Resclosa és una obra de Rupit i Pruit (Osona) inclosa a l'Inventari del Patrimoni Arquitectònic de Catalunya.

## Descripció
Es tracta d'un antic molí que ha esdevingut ruïnes, se sap de la seva existència però gairebé no s'hi observen vestigis evidents, tan sols un mur de pedra, el que semblaria una canalització d'aigua, una mina d'aigua i la resclosa que hi ha a la riera que dona nom al molí, tot i que també se'l coneix com a molí vell de la Sala.
Molt pròxim al molí hi ha un pont romànic que també s'adjunta com a fotografia d'interès de la zona.